# Commission chilienne des droits de l'homme
 (janvier 2014).
Si vous disposez d'ouvrages ou d'articles de référence ou si vous connaissez des sites web de qualité traitant du thème abordé ici, merci de compléter l'article en donnant les références utiles à sa vérifiabilité et en les liant à la section « Notes et références ».
La commission chilienne des droits de l'homme (Comision Chilena de Derechos Humanos) est une commission créée à la suite de violations répétées de ces droits de la part de la junte militaire chilienne à partir du 11 septembre 1973. Cette commission est un observatoire du respect des droits de l'homme au Chili après le coup d’État contre le président Salvador Allende. Son président, Jaime Castillo Velasco, avait comme mission principale informer les Nations unies sur les actions des institutions chiliennes concernant la sauvegarde des droits fondamentaux.
Les Nations unies ont émis une série des rapports négatifs concernant le respect des droits de l'homme au Chili, les principaux éléments de mise en garde ont été les forces de police. En effet ces forces interviennent sans mandat judiciaire et s'attaquent de manière indiscriminée aux femmes et aux enfants dans la région des mapuches.